# Terminal Los Héroes
Terminal Los Héroes, también denominado Terrapuerto Los Héroes, es una estación de autobús ubicada cerca de la intersección de la calle Tucapel Jiménez con la Alameda, en el centro de la ciudad de Santiago, Chile.
Fue construido en 1986 para reemplazar el terminal de buses que se encontraba a un costado de la Cárcel Pública, con una superficie de 2500 metros cuadrados y un edificio.
Desde el terminal operan buses con servicios entre las regiones de Valparaíso, O'Higgins, Maule, Ñuble, Bío-Bío, Araucanía, Los Ríos, Los Lagos más la Isla Grande de Chiloé, con especial mención a la zona del valle del Aconcagua, en la mencionada Región de Valparaíso. Además presenta servicios internacionales a Argentina y Paraguay.

## Empresas Operadoras
| Empresa                         | Destinos |
| ------------------------------- | --- |
| Buses Ahumada                   | Los Andes - San Felipe - Casino Enjoy Santiago -Mendoza (Argentina) - Buenos Aires (Argentina)                                                                              |
| Buses Fenix Internacional       | Mendoza (Argentina) - Buenos Aires (Argentina) |
| Cruz del Sur                    | Temuco - Valdivia - Osorno - Puerto Varas - Puerto Montt - Ancud - Castro - Quellón                                                                                         |
| Pullman del Sur                 | Rancagua - Curicó - Molina - Talca - San Javier - Constitución - Linares - Parral - Cauquenes - Chanco - Pelluhue-Curanipe - Buenos Aires (Argentina) - Asunción (Paraguay) |
| Buses Liquiñe (Grupo Oro Verde) | Collipulli - Coñaripe - Temuco - Licanray - Panguipulli - Villarrica - Pucón - Curarrehue - Liquiñe                                                                         |
| EME Bus                         | Chillán - Concepción - Talcahuano - Tomé - Coronel - Lota - Arauco - Cañete - Los Ángeles - Angol                                                                           |